# Несвиж
Не́свиж (бел. Нясві́ж) — город в Минской области Беларуси на реке Уша. Административный центр Несвижского района. Численность населения — 15 909 человек (на 1 января 2025 года).
В городе расположен знаменитый Несвижский замок, внесённый в список Всемирного наследия ЮНЕСКО, Фарный костёл, ратуша XVI века, а также ряд других архитектурных памятников.
В 2023 году Несвиж отмечал 800-летие.

## Геральдика
Свой герб Несвиж получил от короля польского и великого князя литовского Стефана Батория 24 июня 1586 года. Литовский историк Э. Римша опубликовал несколько печатей Несвижа, относящихся к XVI—XIX вв.
Герб Несвижа был утверждён также Екатериной II 22 января 1796 года. Для «высочайшего» указа он был подготовлен Герольдией в соответствии с общей концепцией развития территориальной геральдики Российской империи: в верхней части щита герб Минский, в нижней — герб, данный Стефаном Баторием — выходящий черный орел и косые чередующиеся полосы.
С использование цветов гербового изображения был спроектирован флаг города, который имеет весьма редкую форму, не характерную для современной белорусской вексиллологии, но достаточно распространенную в Западной Европе — форму средневековых стягов.
Герб утверждён решением Несвижского районного исполнительного комитета от 23 декабря 1999 года 19/35. Флаг утверждён решением Несвижского районного исполнительного комитета от 29 марта 2001 года № 5/43.
Герб и флаг зарегистрированы в Гербовом матрикуле Республики Беларусь 21 марта 2001 года № 51.

## История

Панорама

Первое упоминание о городе ранее связывали с именем Юрия Несвижского (в некоторых источниках Несвицкого), который со своей дружиной принимал участие в битве на реке Калка 31 мая 1223 года («Повесть временных лет»). В результате сражения он погиб, а созвучие имени князя с названием города стало причиной его идентификации как удельного князя города Несвижа. Города с этим именем известны в Залесье, на Волыни и в Понеманье, однако до 1980-х гг. несвижские краеведы настаивали (без каких-либо веских аргументов) на том, что погибший князь правил именно в Понеманье.
Археологические раскопки, проведенные в Несвиже в конце XX века, свидетельствуют об истории города, начавшейся не ранее XV столетия. Версия об удельном княжестве так и не нашла своего подтверждения — не найдено никаких доказательств существования здесь оборонительных сооружений. Стоявший здесь двор был всего лишь центром небольшой волости. Таким образом, город помолодел практически на два столетия — первое письменное упоминание о нём теперь относят к 1446 году. Несвиж появляется в летописях в связи с передачей местечка от великого князя Казимира Ягеллончика к Николаю-Ивану Немировичу.
В 1492 году великий князь Александр передал город богатейшему литовскому магнату Петру Кишке. Таким образом, Несвиж перешёл во владение к известному роду Кишек, одна из представительниц которого, Анна, в 1513 году вышла замуж за Яна Радзивилла по прозвищу Бородатый, который получил город во владение как приданое невесты («по кудели»). В 1533 году Несвиж окончательно переходит к Радзивиллам.
В 1547 году сын Яна Радзивилла — Николай Радзивилл Чёрный — добился присвоения титула «князя Священной Римской империи» для своего рода, а город сделал своей резиденцией, значение которой возрастает в 1586 году после придания ей юридического статуса неделимого наследственного владения (ординации), передающейся по праву наследования только старшему сыну в семье. Несвижская ординация оставалась в руках Радзивиллов до 1939 г.
Бурный расцвет города начался в XVI в. и связан в основном с именем первого ордината Николая Христофора Радзивилла Сиротки — сына Николая Радзивилла Чёрного. Получив в наследство от родителя деревянный Несвиж, он проводит огромную работу по его реформированию — постройки заменяются каменными строениями, хаотичность средневекового города реформируется в регулярную квартальную систему, сохранившуюся до настоящего времени.
Не остаётся в стороне от реформ и жизнь горожан. Вернувшись из путешествия по Средиземноморью и странам Ближнего Востока, Сиротка пропитывается духом перемен и переустройства родового гнезда. Воплощая свои идеи в жизнь, на первом этапе он освобождает мещан от многих феодальных повинностей, ослабляет налоговое бремя и превращает город в типично европейский, привлекая в него торговцев и ремесленников. Город быстро развивается — в нём открывается школа, строятся баня, парикмахерская и госпиталь. Начинают действовать ткацкий и портняжный, слесарный и скорняжный цеха. Чуть позже, уже в XVIII веке, налаживается мануфактурное производство и мастерская художественного литья. В 1583 году начинается строительство Несвижского замка.
В XVI—XVII вв. работает арианская школа, где изучаются древние языки, богословие и естественные науки. В 1562 году в городе открывается Несвижская типография, в которой издаются первые на территории Беларуси книги на белорусском языке (в 1562—1571 гг. печатали книги известные белорусские просветители Симон Будный и Василий Тяпинский). Несвиж также является родоначальником театрального искусства Беларуси — первый стационарный театр «Комедихауз» открыт именно здесь. Поначалу являясь любительским, театр постепенно переходит в профессиональное русло, превращаясь в придворный, дает представления и за пределами города.
В августе 1584 г. Николай Сиротка оформил отношения с приглашенными иезуитами в виде дарственного листа, по которому иезуитам пожертвовали Липск с 6-ю деревнями. Таким образом в Несвиже возник иезуитский коллегиум. В 1591 г. коллегиум состоял из четырёх классов и богословского отделения. С 1610 г. при нём действовала музыкальная бурса, а с 1620 г. — конвикт (интернат) для детей обедневшей шляхты. С конца XVII в. при коллегиуме действовал театр. Библиотека коллегиума насчитывала около 15 тысяч томов. В 1773 г., в связи с упразднением ордена иезуитов, коллегиум был закрыт и отдан под казармы, а костёл коллегиума был переведён в разряд парафиальных.

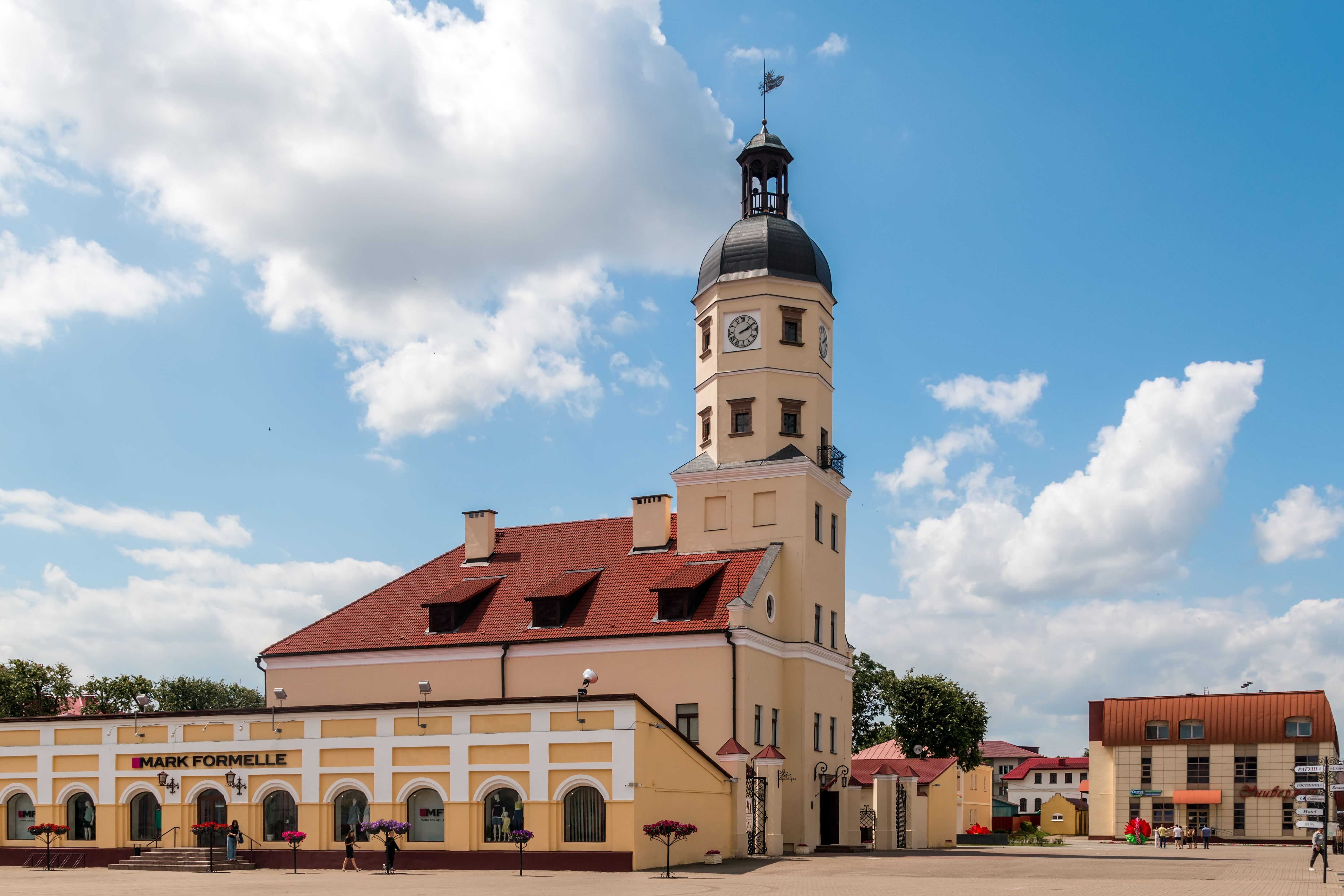
Несвижская ратуша

Ядром города сейчас, как и в прошлые века, является Рыночная площадь (ныне Центральная), в центре которой стоит ратуша с высокой шестиярусной башней, символизирующей, по всеобщему мнению, магдебургское право, дарованное городу в 1586 году. В ратуше ранее располагался кабинет бургомистра, магистрат, канцелярия, зал суда, казна и архив, к ней сходились основные городские улицы. Начиная с XVII века ратуша постепенно «обрастает» торговыми рядами, впоследствии образовавшими замкнутый П-образный контур. Архитектурный ансамбль площади претерпел значительные изменения в середине XX века во время её перестройки под современные нужды.
За короткий исторический срок (1584—1616 гг.) при участии белорусских и итальянских мастеров с учётом последних достижений фортификационного искусства были построены город и замок, а само поселение, расположенное поодаль от него, было опоясано рвом и валом. У въездов в город были построены каменные ворота с башнями — брамы Замковая, Слуцкая, Клецкая и др. Важным элементом укреплений стали поднятые плотинами воды реки Уша.
Монументальная каменная застройка конца XVI—XVII в. представлена замком, брамами, костелами, монастырями бернардинцев (1598 г.), бернардинок (1591 г.), доминиканцев (1672 г.); иезуитским костёлом (1593 г.). В это время в городе уже имелась аустерия.
В начале XVIII века город становится жертвой Северной войны — в 1706 году он полностью разграблен шведскими войсками.
В XVIII в. в городе действовали придворная капелла, балетная труппа (с 1740 г.), кадетский корпус и школа флотских офицеров в Альбе (пригороде Несвижа) для войска Радзивилла. В 1764 и 1768 гг. Несвиж вновь оккупируется российскими войсками в результате противостояния Екатерины II и Пане Коханку. После второго раздела Речи Посполитой в 1793 г. владельческое местечко входит в состав Российской империи. С 3 мая 1795 года становится окружным городом Минского наместничества, но с условием:
... а между тем приложить старание помянутые местечки приобрести в казну Нашу покупкою или променом, или иными благопристойными и для казны выгодными сделками; к чему, в рассуждении Несвижа и Слуцка, представляется пособие в имеющемся на владельце их Князе Радзивиле долге казне Нашей, о котором Генерал-Прокурор известит вас обстоятельно; в случае же неудобности в том, изыскать из казённых селений другия, к превращению в уездные города способные, и тогда права городския, как выше в первом отделении сказано, присвоить помянутым городам из местечек, от владельцев приобретаемых, им из казённых селений в таковое новое звание превращаемых.ПСЗРИ Том XXIII №17.327
Но при издании штатов Минской губернии от 31 декабря 1796 года и 28 июня 1802 года не показан в числе поветовых городов.
На 1 января 1896 года население — 10 237 жителей, из них 5692 — евреи, 2890 — православные, 1545 — католики, 32 протестанта. В городе действовала синагога и семь еврейских молитвенных домов, два католических прихода, православная церковь.
С 1921 года Несвиж входит в состав Польского государства, в 1939 году — в состав БССР, в 1941—1944 гг. находится под оккупацией Германии, с 1991 года — в независимой Беларуси.
26 октября 1991 года на Несвижском биохимическом заводе (сегодня Несвижский завод медицинских препаратов) произошел радиационный инцидент, в результате которого оператор промышленной стерилизационной установки получил смертельную дозу облучения.
20 октября 1995 года административные единицы Несвижский район и город Несвиж, имеющие общий административный центр, объединены в одну административную единицу — Несвижский район.
В 2024 году отмечен значительный вклад в повышение благоустроенности в 2023 году территории в г. Несвиже.

## Население
Численность населения — 15 909 человек (на 1 января 2025 года).
| Численность населения: |
| График не отображается по техническим причинам. Чтобы исправить это, воспроизведите график в новом формате, если это возможно. |

| 1897 | 1931   | 1959   | 1970   | 1979    | 1989    | 2006    | 2016    | 2018    | 2023    | 2024    | 2025    | 2026 |
| ---- | ------ | ------ | ------ | ------- | ------- | ------- | ------- | ------- | ------- | ------- | ------- | ---- |
| 8400 | ▼ 7357 | ▼ 6700 | ▲ 9008 | ▲11 979 | ▲14 039 | ▼13 883 | ▲15 434 | ▲15 808 | ▲15 907 | ▲15 968 | ▼15 909 |      |

| Национальный состав по переписи 2009 года | Национальный состав по переписи 2009 года | Национальный состав по переписи 2009 года |
| ----------------------------------------- | ----------------------------------------- | ----------------------------------------- |
| Белорусы                                  | 11 992                                    | 85,46 %                                   |
| Русские                                   | 944                                       | 6,73 %                                    |
| Поляки                                    | 775                                       | 5,52 %                                    |
| Украинцы                                  | 187                                       | 1,33 %                                    |
| Армяне                                    | 32                                        | 0,23 %                                    |
| Цыгане                                    | 23                                        | 0,16 %                                    |

## Застройка

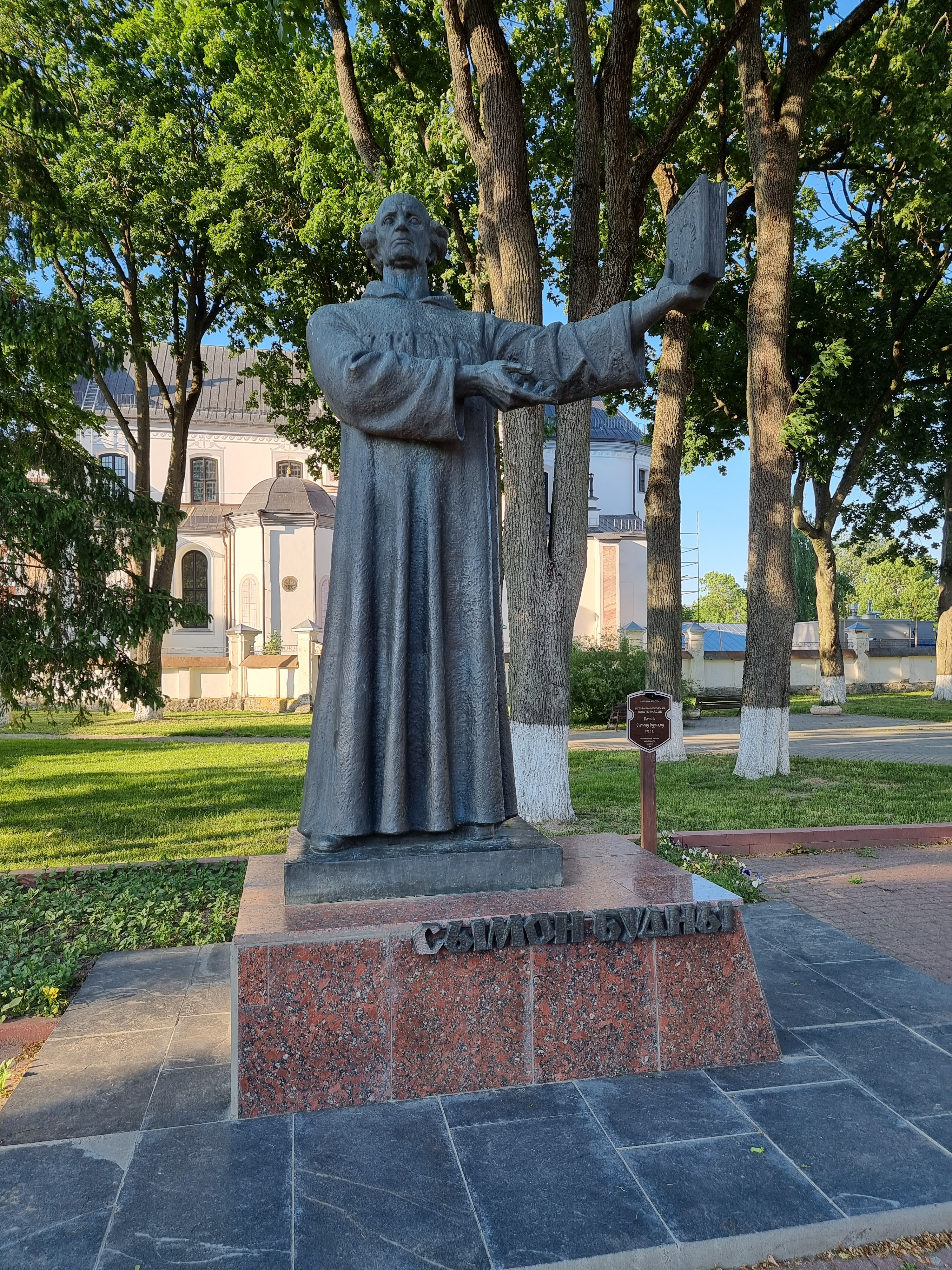
Памятник Симону Будному

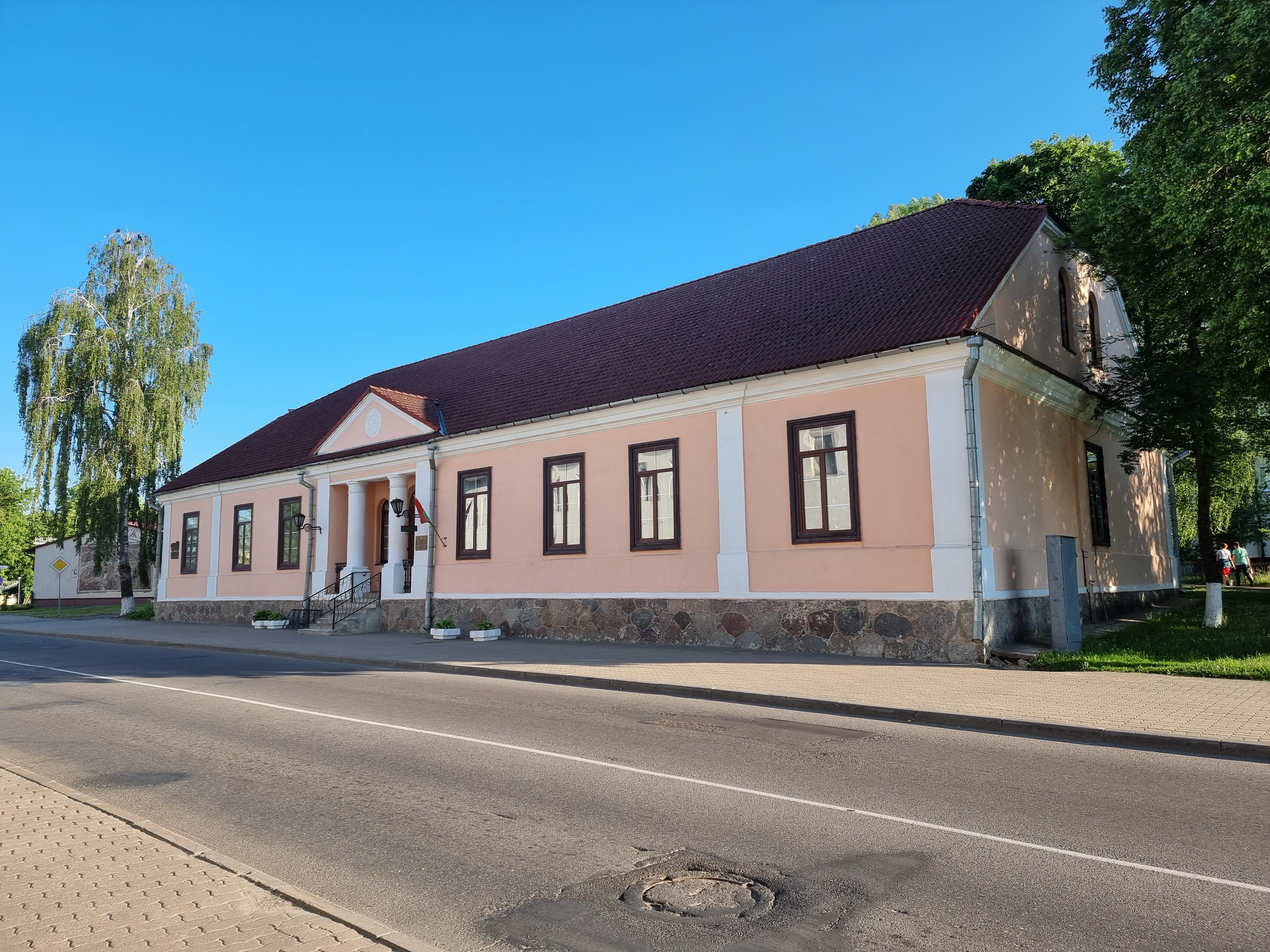

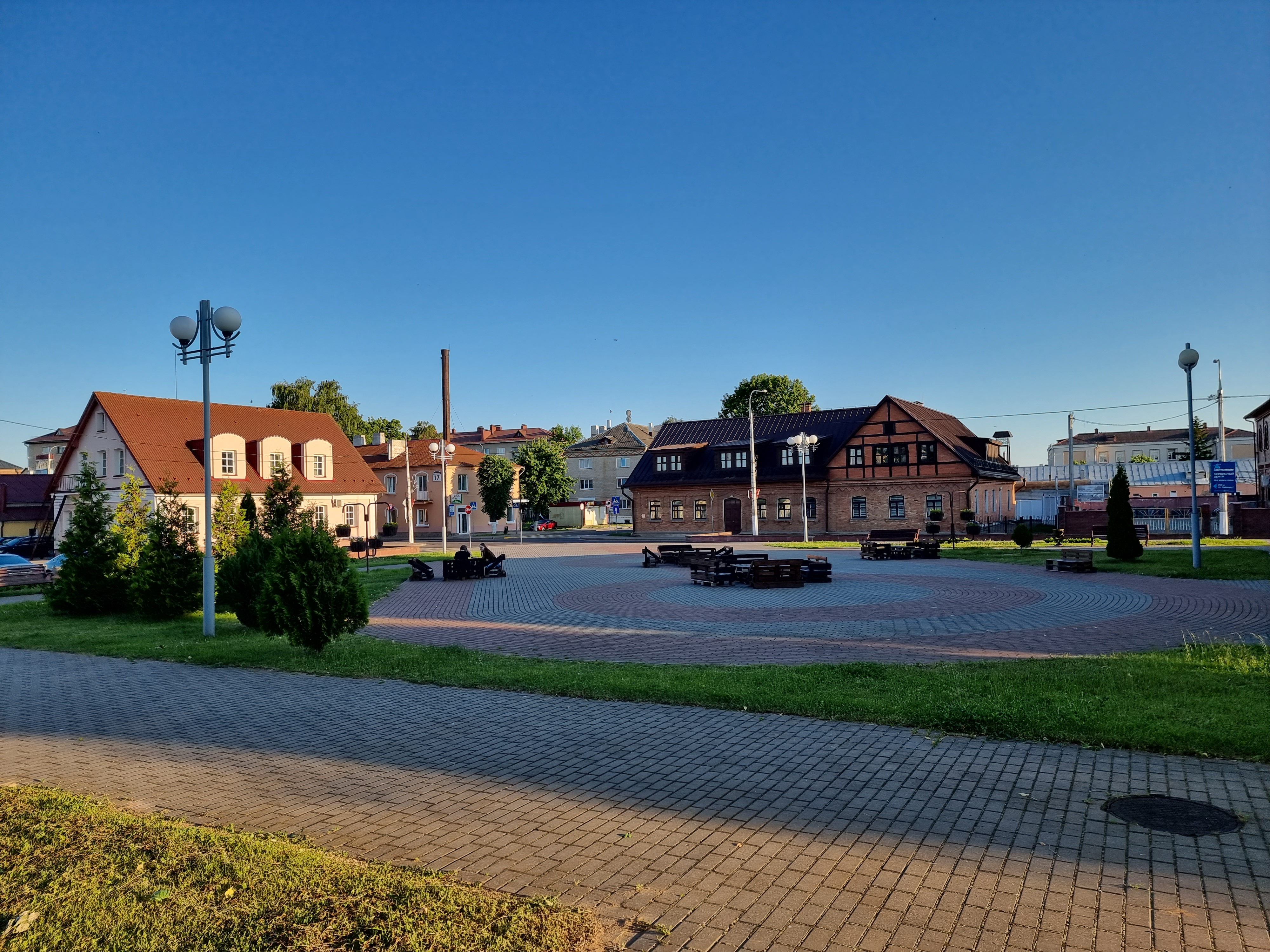

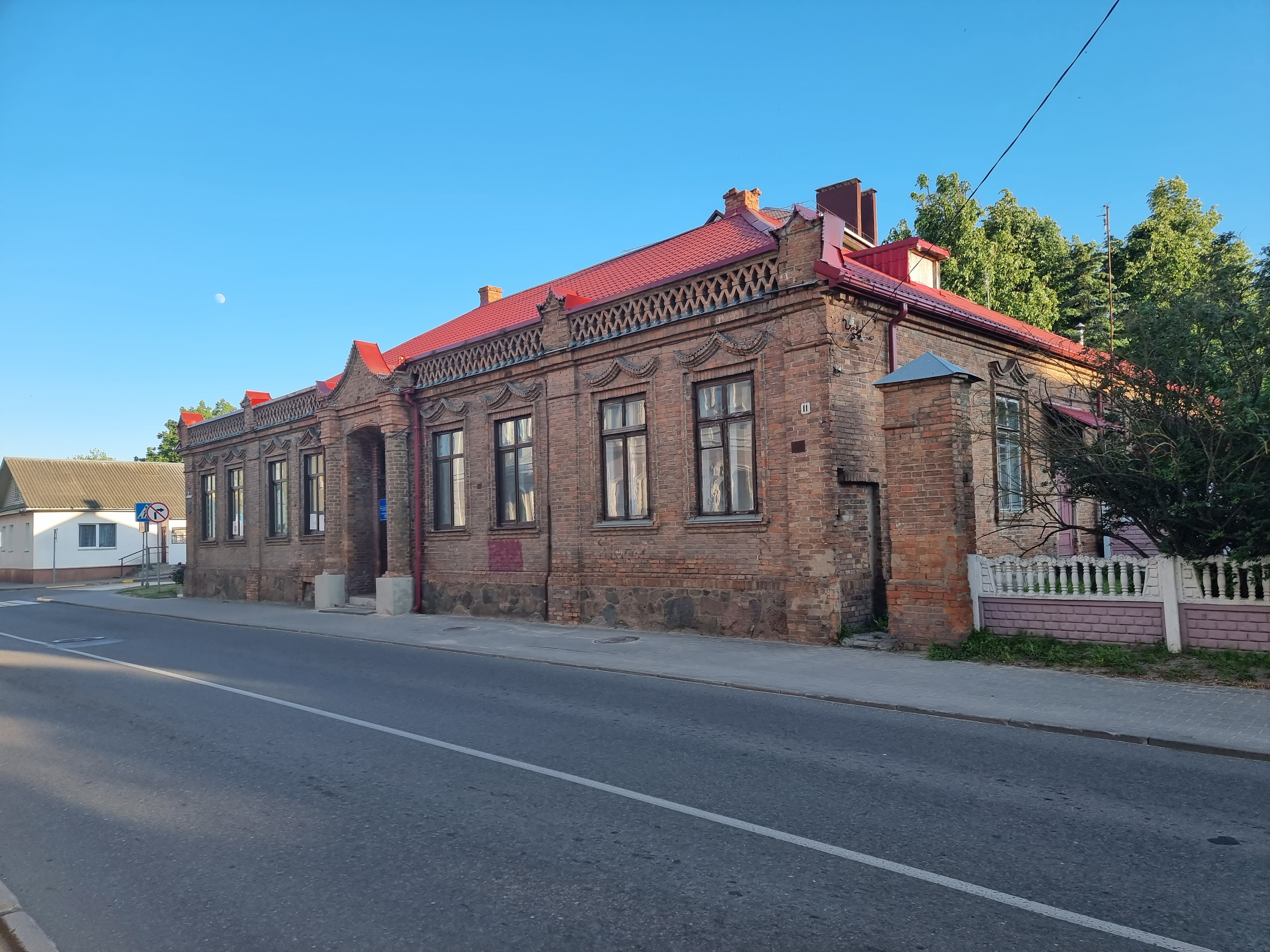

### Улицы и площади
| Официальное название                                               | Историческое название                                                                         | Бывшие названия                                               |
| 1 мая улица (с 16.01.1940) (бел 1 мая вуліца)                      | Задоминиканская улица (бел Задамініканская вуліца)                                            |                                                               |
| Гейсика улица (бел Гейсіка вуліца)                                 | Фарная улица (часть) Злотницкая улица Бернардинская улица (часть)                             | 17 сентября улица (часть) (бел 17 верасьня вуліца)            |
| Дзержинского улица (бел Дзяржынскага вуліца)                       | Альбянская улица (бел Альбянская вуліца)                                                      |                                                               |
| Карла Либнехта улица (с 16.01.1940) (бел Карла Лібнэхта вуліца)    | Михалиская улица (бел Міхаліская вуліца)                                                      | Святого Архангела улица (бел Сьвятога Міхала вуліца)          |
| Карла Маркса улица (с 16.01.1940) (бел Карла Маркса вуліца)        | Млынарская улица (бел Млынарская вуліца) Бульварная улица (бел Бульварная вуліца)             | Тадеуша Голувки улица (бел Тадэвуша Галуўкі вуліца)           |
| Максима Горького улица (с 16.01.1940) (бел Максіма Горкага вуліца) | Сенаторская улица (бел Сэнатарская вуліца)                                                    |                                                               |
| Ленинская улица (бел Ленінская вуліца)                             | Студенческая улица (часть) (бел Студэнцкая вуліца) Мирская улица (часть) (бел Мірская вуліца) | Юзефа Пилсудского улица (бел Юзэфа Пілсудзкага вуліца)        |
| Пушкина улица (с 16.01.1940) (бел Пушкіна вуліца)                  | Госпитальная улица (бел Шпітальная вуліца)                                                    | Эдварда Рыдз-Смиглы улица (бел Эдварда Рыдз-Сьміглы вуліца)   |
| Советская улица (с 16.01.1940) (бел Савецкая вуліца)               | Виленская улица (бел Віленская вуліца)                                                        | Владислава Сырокомли улица (бел Уладзіслава Сыракомлі вуліца) |
| Центральная площадь (бел Цэнтральная плошча)                       | Рынок площадь (бел Рынак пляц)                                                                |                                                               |
| Чапаева улица (с 16.01.1940) (бел Чапаева вуліца)                  | Доминиканская улица (бел Дамініканская вуліца)                                                | Семинарская улица (бел Сэмінарская вуліца)                    |
| Чкалова улица (с 16.01.1940) (бел Чкалава вуліца)                  | Паненская улица (бел Паненская вуліца) Бенедектинская улица (бел Бэнэдыктынская вуліца)       |                                                               |
| Шимко улица (бел Шымко вуліца)                                     | Свержанская улица (бел Сьвержанская вуліца)                                                   |                                                               |

С урбанистическим наследием Несвижа до нашего времени сохранила историческое название только улица Слуцкая. Согласно переписи 1874 года, в городе также существовали переулок Виленский, улицы Завальная, Кладбищенская, Новоместская и Цирюльницкая. В переписи собственников 1905—1906 годов в Старом Месте также упоминаются Городейская, Немецкий, Подвальная, Почтовая, Церковная и Школьная улицы, Почтовый и переулки Школьный, в Новом Месте — Пивоваренная, Загуменная, Зарецкая, Исидорская, Колодезная, Лазарная, Рыночная, Славковская, Свиная, Святокрыская и Сенаторская улицы

### Местности
Исторические местности Несвижа: Старое Место, Новое Место, Альба, Беразблота, Заозерье, Загуменье, Казимир, Липа, Михалишки, Пагулянка, Пресмыковшина, Фольварк, Школишча

## Экономика
Предприятия медицинской -  белорусско-голландского совместного предприятия  «ФАРМЛЭНД» и «ФАРМЛЭНД БИО» , пищевой, швейной промышленности, рыбхоз «Альба». Гостиница «Несвиж». Усадьба «Несвижская» (туристические услуги). Несвиж — перспективный центр туризма международного значения.

## Медицина
Медицинское обслуживание населения осуществляют городская больница, поликлиника и родильный дом.

## Образование
В Несвиже работают 4 средние, вечерняя, музыкальная и детско-юношеская спортивная школы, 7 дошкольных учреждений.
- Несвижская государственная белорусская гимназия
- Несвижский районный государственный общеобразовательный лицей
- Несвижский государственный колледж имени Якуба Коласа.

## Культура

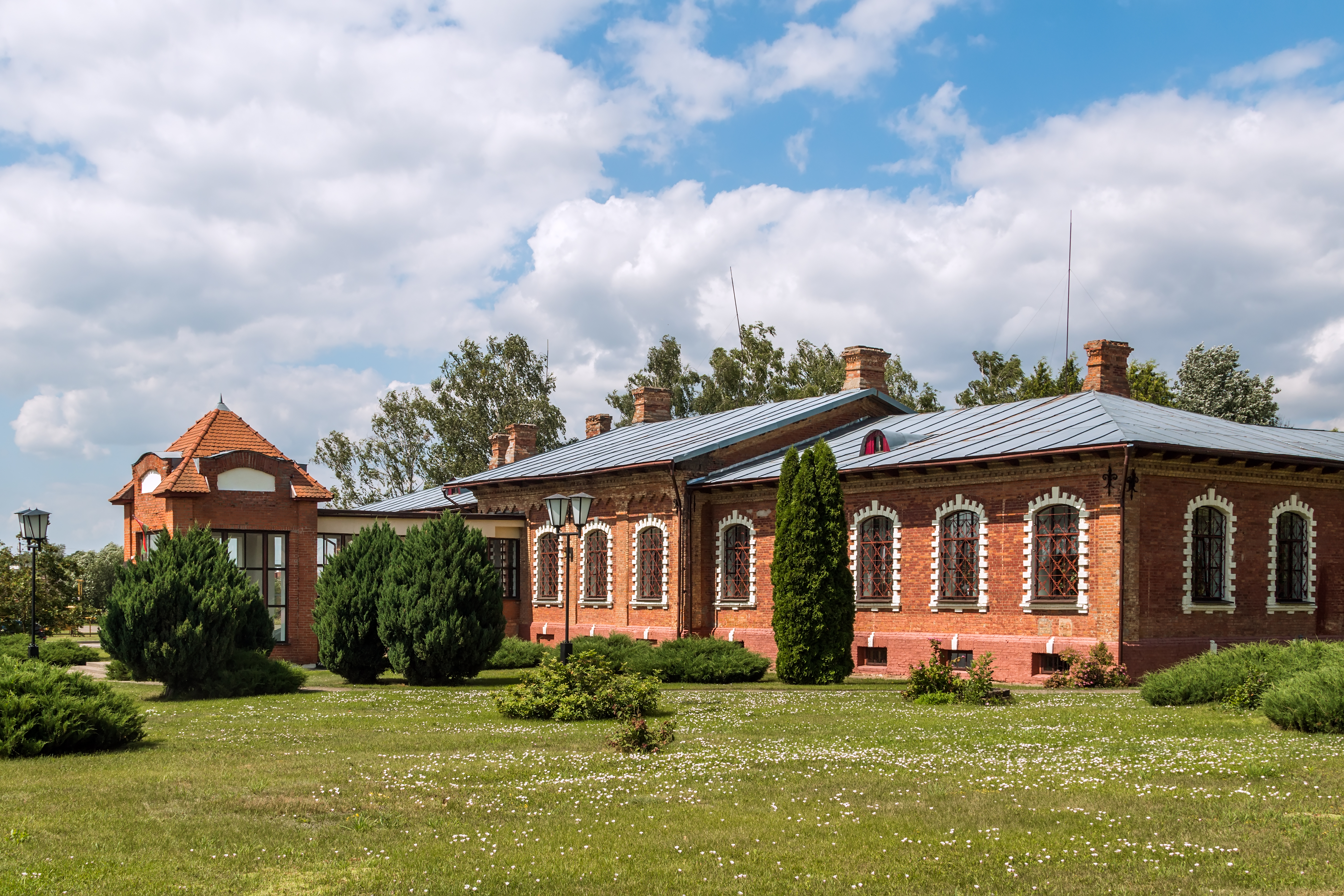
Несвижский историко-краеведческий музей

- Государственное учреждение "Национальный историко-культурный музей-заповедник «Несвиж»
- Государственное учреждение «Несвижский историко-краеведческий музей»
  - Квартира-музей М. К. Севрука — филиал государственного учреждения «Несвижский историко-краеведческий музей»
- Музей Павла Пронузо
- Кинотеатр «Салют»

## События и мероприятия

### События
- В 2012 году Несвиж избран Культурной столицей Беларуси[27]
- 12 августа 2023 года Несвиж отмечает 800-летие[6][28]

### Мероприятия
- С 1995 года в городе проводится республиканский фестиваль старинной и камерной музыки «Музы Несвижа»
- 6 августа 1997 года года прошёл IV День белорусской письменности
- С 2010 года ежегодно проходят Вечера Большого театра в замке Радзивиллов
- В 1998 году прошёл республиканский фестиваль «Дажынкi»
- 12 июня 2019 года Несвиж принял эстафету огня II Европейских игр
- В июле 2023 года в городе впервые прошёл двухдневный летний фестиваль музыки «Джаз в городе N»
- Фестиваль исторических реконструкций «Несвижская фортеция»
- Праздник «Кветкі палаца»[29]
- 26-27 августа 2023 года — Первый фестиваль WOSTRAU Nesvizh Fest. Основная площадка — Английский парк[30][31][32]

## Достопримечательности

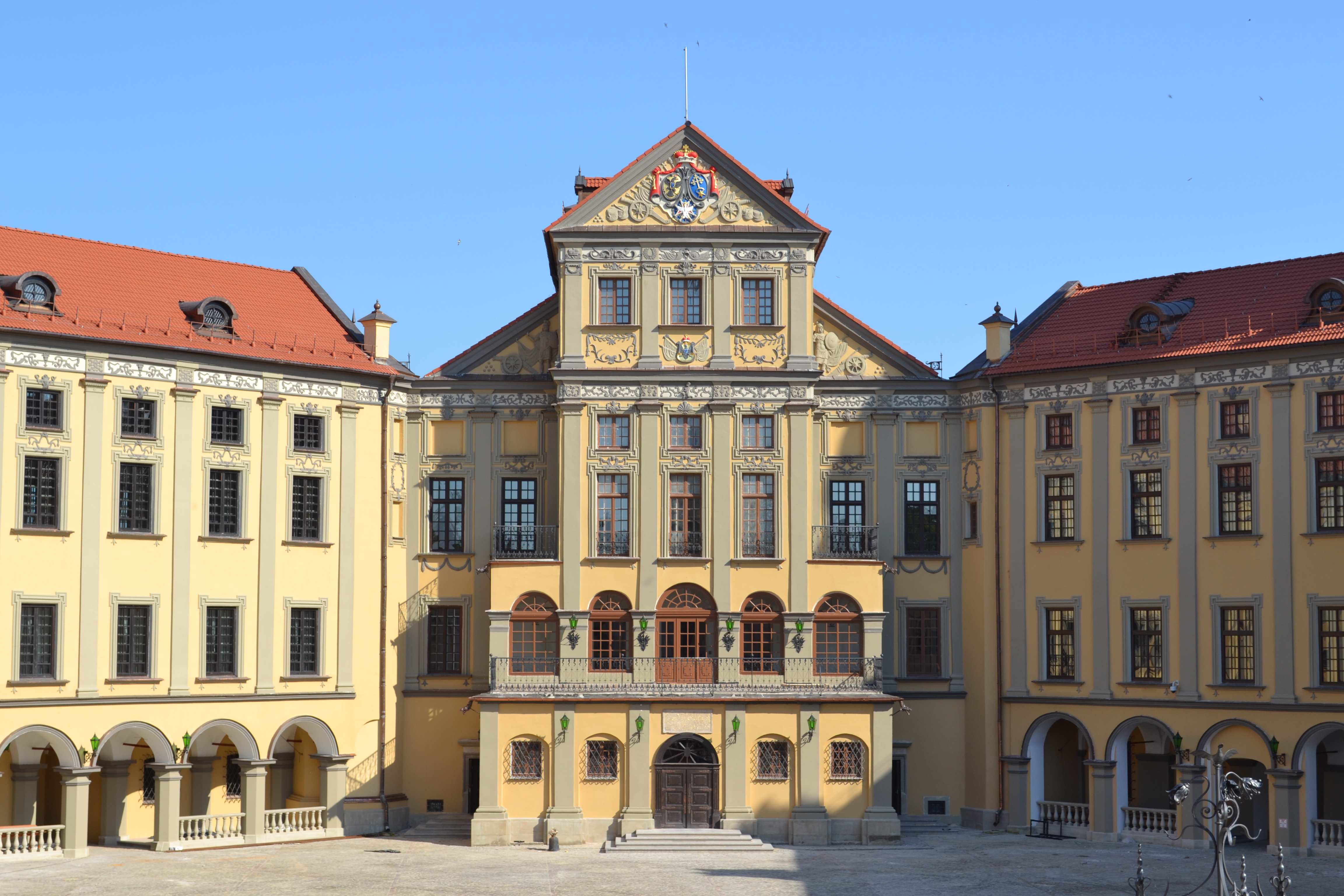
Несвижский замок. Главный корпус

- Несвижский замок Несвижский замок. Главный корпусНесвижский замок — дворцово-замковый комплекс, находящийся в северо-восточной части города. В XVI—XIX веках — центр Несвижской ординации и резиденция её владельцев из рода Радзивиллов.Фарный костёл

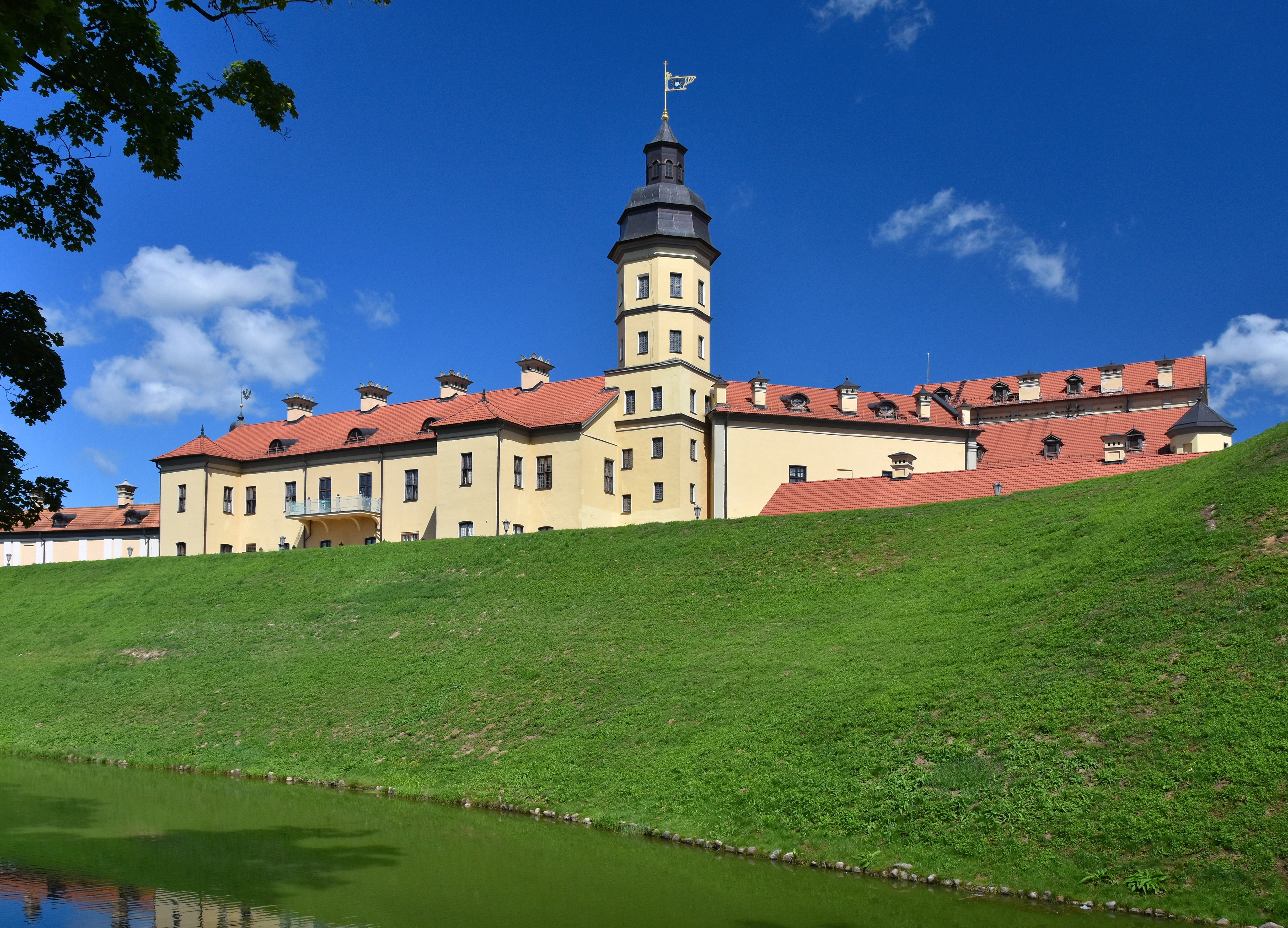
Несвижский замок

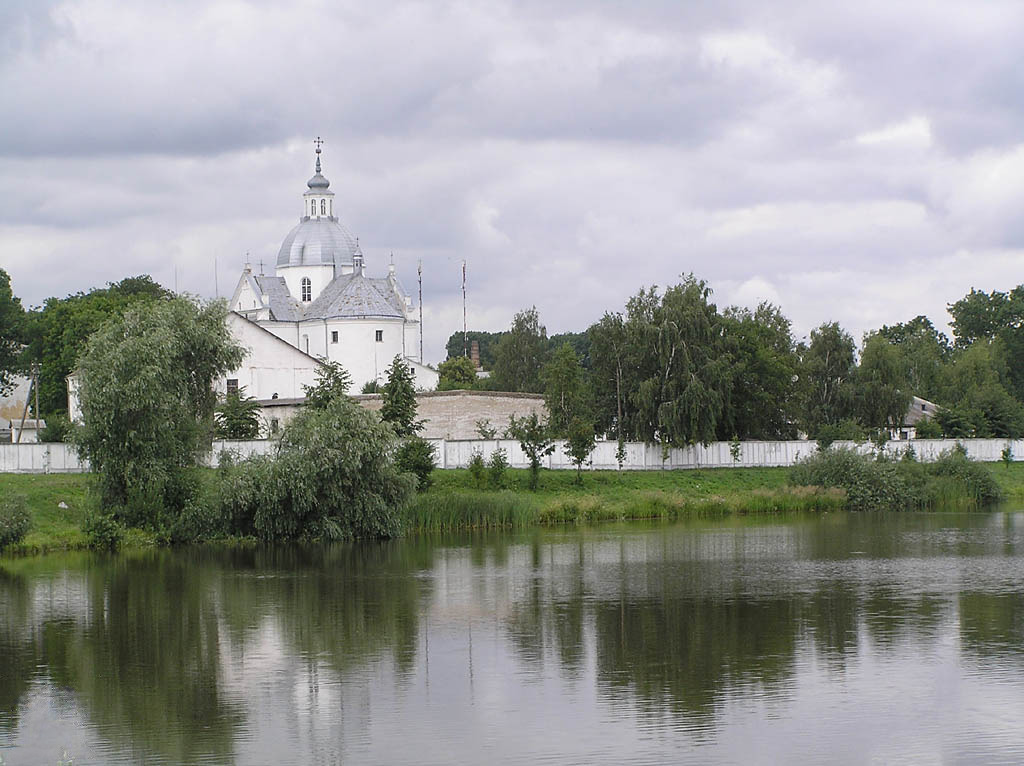
Фарный костёл

- Костёл Тела Господня (Фарный) в Несвиже — первый на территории Речи Посполитой памятник в стиле прото-барокко. Строительство храма продолжалось 6 лет (1587—1593), освящение состоялось 7 октября 1601 года. Костёл является усыпальницей несвижской ветви рода Радзивиллов. В костёле сохранился старинный действующий орган.

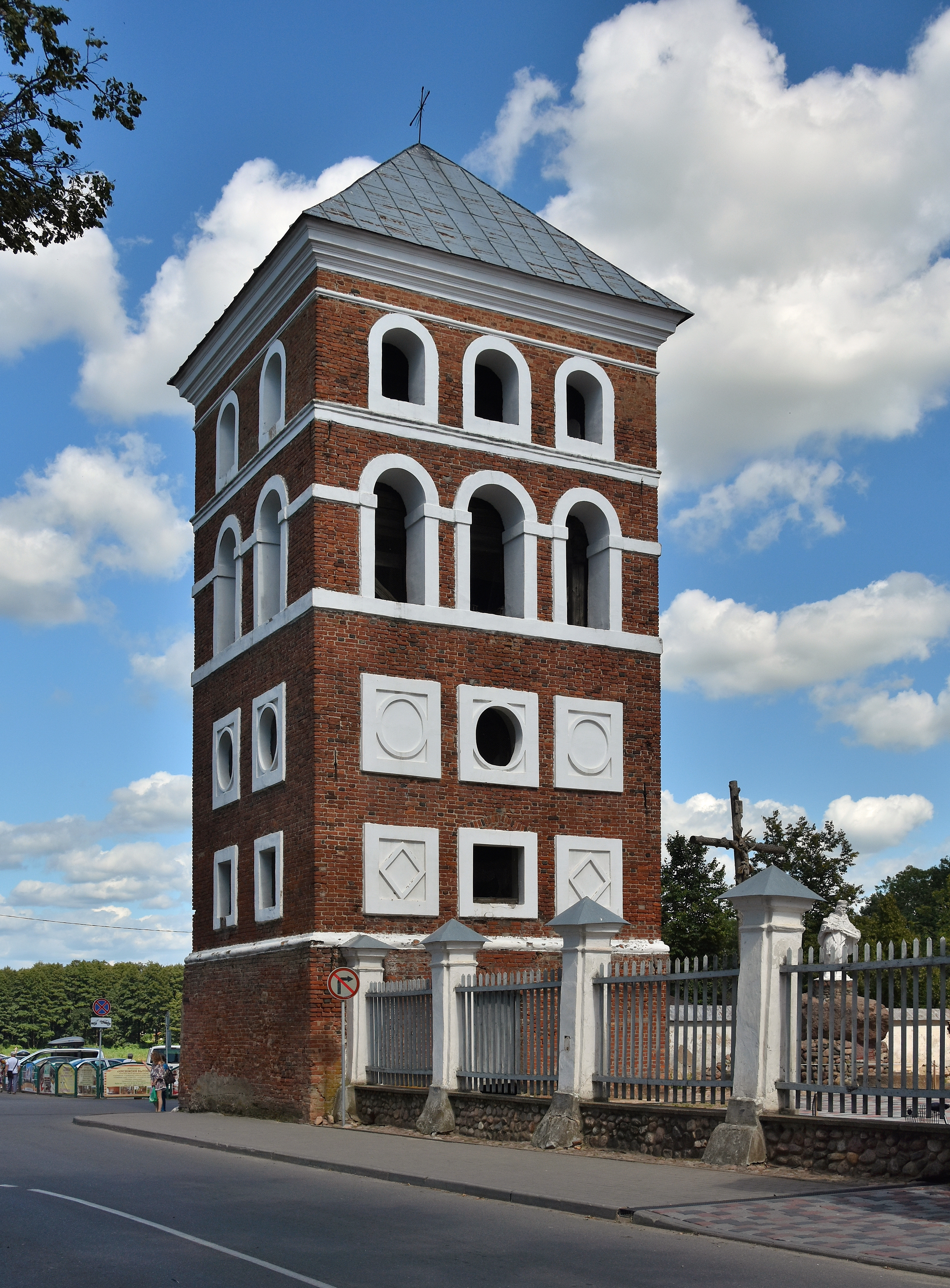
Замковая башня

- Замковая башняДоминиканский монастырь был построен в 1672 году на месте нынешнего кинотеатра и имел на своей территории библиотеку и школу, закрытую в 1835 году. Последние два года её существования в ней обучался знаменитый поэт Владислав Сырокомля, уделивший немало внимания Несвижу в своих произведениях. Закрытый в 1873 году, монастырь был преобразован в учительскую семинарию, начавшую свою работу в 1875 году. Среди слушателей семинарии было немало людей, внесших существенный вклад в культурную историю Беларуси. Важнейшим представителем учащихся является белорусский писатель Якуб Колас, который ещё не раз вспомнит «город юности» в своих произведениях.
- Женский монастырь бенедиктинок был построен в 1596 году на средства Сиротки и его жены Эльжбеты Евфимии и прослужил по прямому назначению до 1887 года. Территория монастыря дошла до наших дней в виде монастырских построек, башни-брамы и современных зданий педагогического колледжа, основными ученицами которого, как и четыре века назад, являются преимущественно женщины. Вход на территорию монастыря охраняет трехъярусная башня, которую венчает купол со шпилем. Здание башни было построено здесь во второй половине XVIII столетия. Племянница Сиротки Кристина, став аббатисой и приняв имя его покойной жены, прослужила здесь почти полвека, получив заслуженное уважение и любовь со стороны настоятельниц. Дошли до нас и остатки земляных валов, окружавших монастырь и игравших немаловажную роль в системе городской обороны.Слуцкая брама

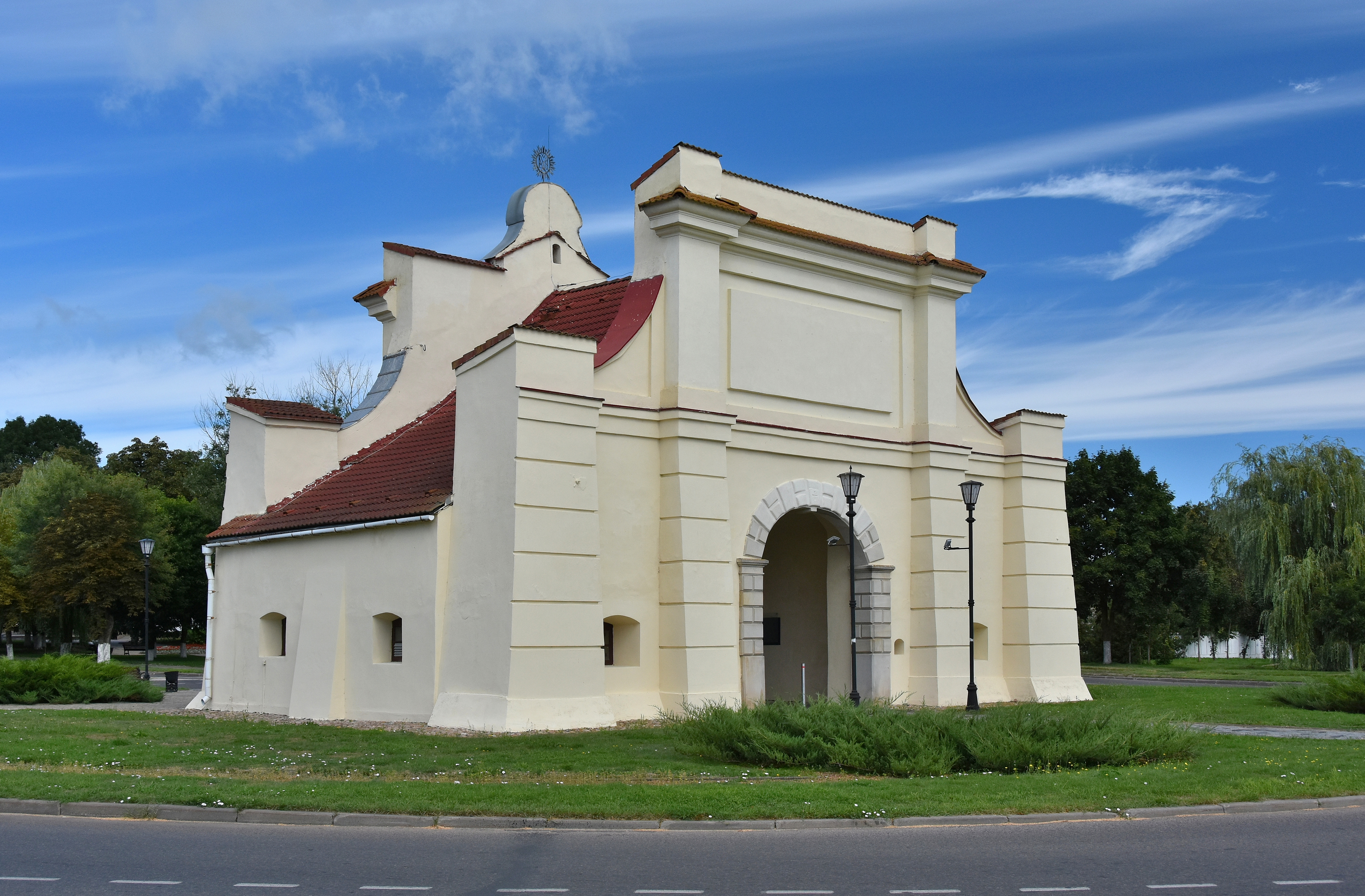
Слуцкая брама

- Двухэтажный корпус бывшего Монастыря Бернардинцев.
- Слуцкая брама — единственные дошедшие до наших времён ворота, встречающие гостей города и местных жителей, въезжающих в «старый город» с востока. Ранее справа и слева непосредственно к ним подходили земляные валы, окружавшие город.
- Несвижская ратуша — самая старая из сохранившихся ратуш в Беларуси. Недавно здание ратуши отреставрировали. Была возведена в 1596 году, перестроена в 1752 году. Памятник имеет черты позднего барокко и Ренессанса.
- Замковая башня — башня, построенная во второй половине XVI века, была частью системы городских укреплений. Она сохранилась практически без изменений и в настоящее время используется как колокольня.
- Дом ремесленника — памятник архитектуры барокко, образец каменного жилого дома начала XVIII века.
- Еврейское и старое католическое кладбища
- Свято-Георгиевская церковь (1954)
  - Свято-Воскресенская церковь (2016)

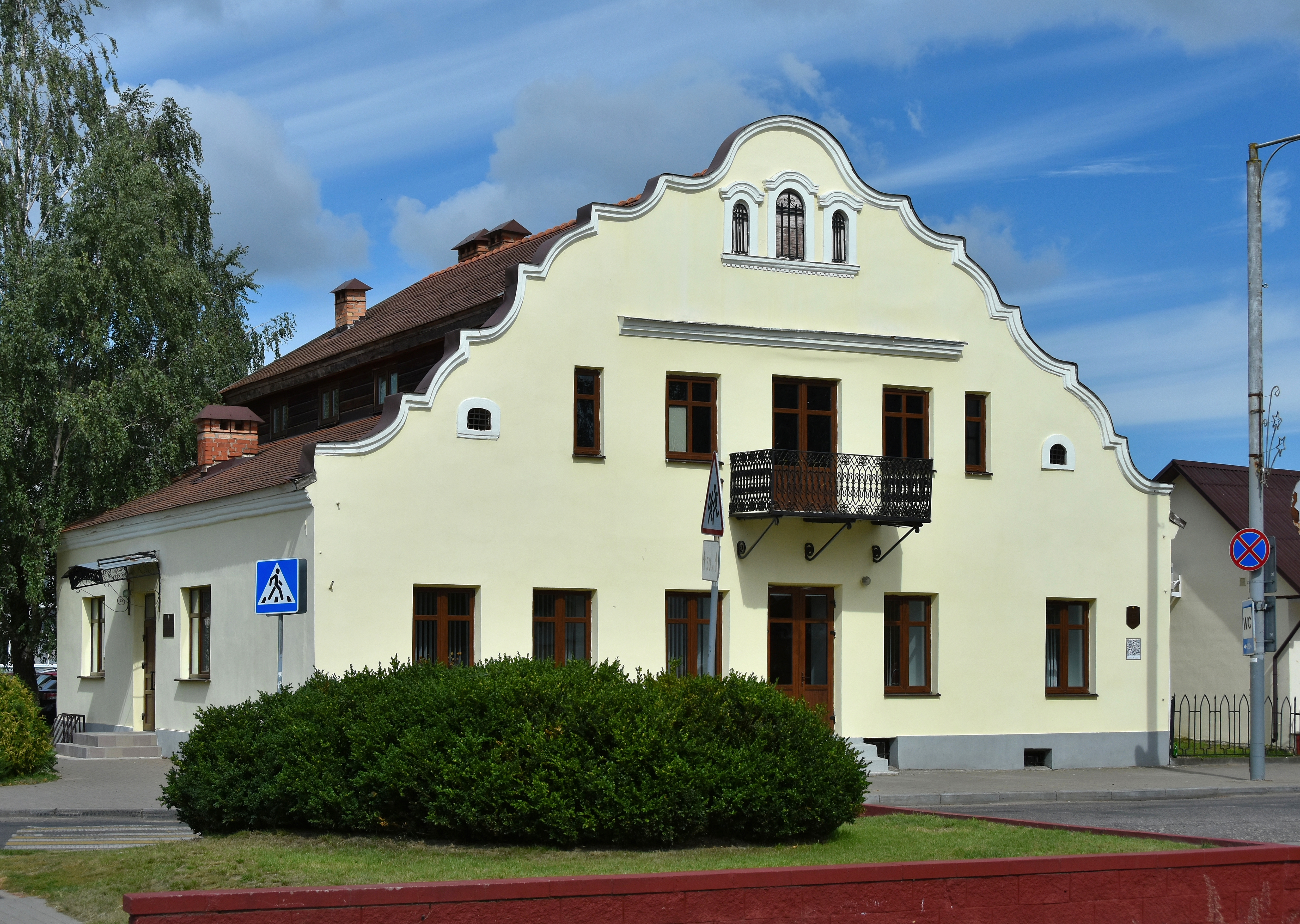
Дом ремесленника

  - Парк Альба

### Памятник, скульптура
- Памятник В. И. Ленину (ул. Советская)
- Памятник Симону Будному (ул. Ленинская)
- Организаторам Несвижского восстания Мечиславу Волнистому, Поликарпу Коленде, Юзефу Янушкевичу, Константину Шидловскому и Станиславу Ивановскому — на старом городском кладбище (1926)

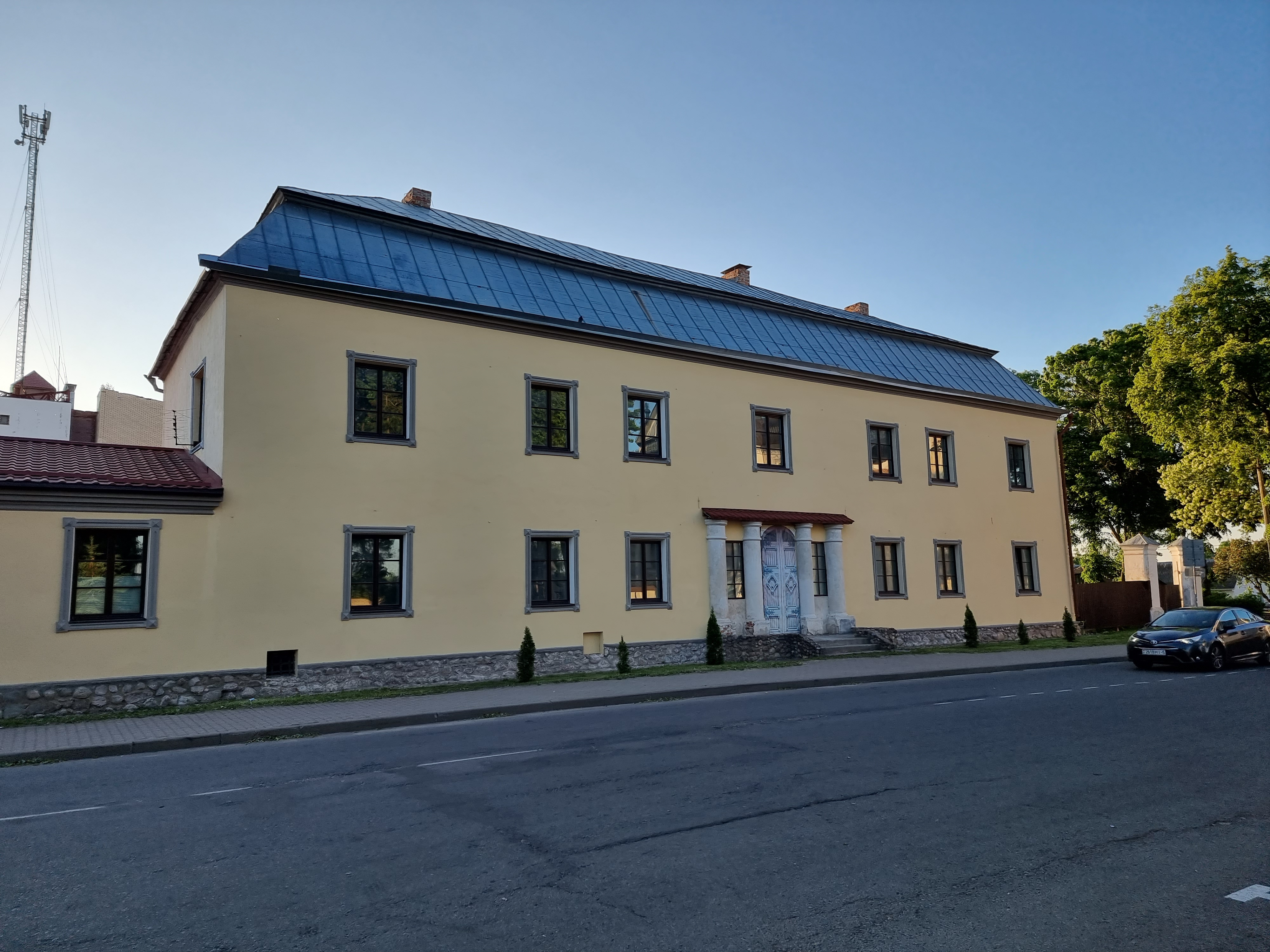
Плебания

- ПлебанияПамятник и братская могила красноармейцев и партизан, освобождавших Несвиж в 1944 году — в городском парке
- Освободителям Несвижа 2 июля 1944 года (ул. Советская)
- Жертвам Холокоста в Несвиже, 30 октября 1941 года (в городском парке, на ул. Сновской и на городском кладбище)
- Восстанию в Несвижском гетто (ул. Мая, 1)
- Мемориальные доски П. М. Косачу (ул. Советская) и К. Я. Шишигинай-Потоцкой (ул. К. Либкнехта)
- Бюсты в городском парке, посвящённые князю Юрию Несвижскому, князю Николаю Христофору Радзивиллу Сиротке, Владиславу Сырокомле, Джованни Марии Бернардони, Томашу Маковскому, Якубу Коласу (1990-е)
- Скульптуры «Дама в черном», «Ундина» и другие
- Вазы с надписями «1410. Грунвальд», «Gloria victoria» и другие

### Утраченное наследие
- Костёл Михаила Архангела, 1598 г.
- Памятник Несвижского восстания 1919 года в центре города (уничтожен во время Второй Мировой войны).
- Часовня Святого Исидора (1626)
- Часовня (XIX—XX веке)
- Костёл Пресвятой Троицы (XVIII в.)
- Костёл Св. Екатерины (1598)
- Большая синагога
- Дворцовый комплекс Альба (XVI в.)

## Культурное наследие Несвижа
- Основа города — Несвижский замок — внесён в список объектов Всемирного наследия ЮНЕСКО.
- В 1562 году в городе открыта Несвижская типография, в которой издаются первые на территории Беларуси книги на белорусском языке. В 1563 году здесь вышла первая на территории ВКЛ газета — «Навіны грозные а жалостлівые…» Вплоть до 1571 г. в Несвиже печатали свои книги просветители Василий Тяпинский и Симон Будный (издавший здесь, в частности, «Катехизис» и «Оправдание грешного человека перед Богом»).
- Белорусский писатель Якуб Колас, проходя обучение в несвижской учительской семинарии, написал здесь немало стихов и юмористических рассказов, с которыми впоследствии выступал на местных литературных вечерах.
- Несвиж — родоначальник театрального искусства Беларуси. «Комедихауз» — первый стационарный любительский театр, ставший профессиональным и дававший представления за пределами города.
- Евно Якобсон — часовщик, проживающий в городе во второй половине XVIII столетия, изобрел счётную машинку, ставшую прототипом арифмометра.

## В филателии и нумизматике
- 5 мая 1998 года выпущена в обращение почтовая марка «775 лет Несвижу»[33].
- 19 сентября 2008 года выпущена в обращение почтовая марка «Герб Несвижа»[34].
- 8 декабря 2008 года выпущена в обращение почтовая марка «425 лет Несвижскому замку»[35].
- 30 марта 2012 года Министерство связи и информатизации Республики Беларусь выпустило в обращение конверт с оригинальной маркой «Несвиж — культурная столица Беларуси 2012 г.»[36].

## В топонимике
- Улица Несвижская — в Несвиже, Минске, Клецке, Копыли, Городеи (Несвижский район) и других населённых пунктах. Несвижский переулок в Москве.

## СМИ
Издаётся газета «Нясвіжскія навіны».

## Международные отношения
Города-побратимы:
1. Лайхинген, Германия
2. Злотув, Польша
3. Пулавы, Польша
4. Розолини, Италия
5. Силиври, Турция
6. Одолянув, Польша
7. Реутов, Россия
8. Кава-де-Тиррени, Италия
9. Горис, Армения
10. Радвилишкис, Литва
11. Ауце, Латвия
12. Боярка, Украина

13. Гатчина, Россия
В Несвиже установлен памятник городов-побратимов.

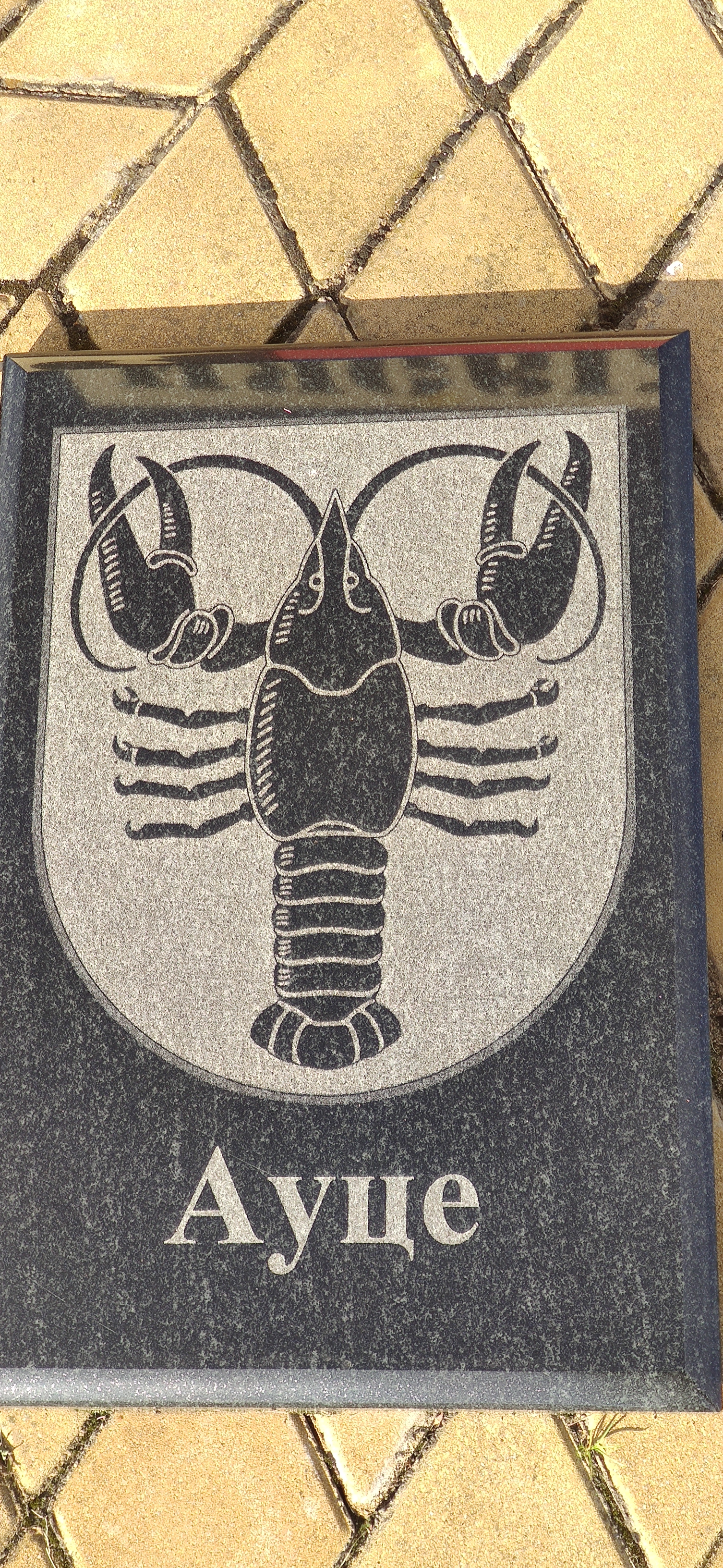
Auce coat of arm in Niasviž